# Želetice, Znojmo
Želetice là một làng thuộc huyện Znojmo, vùng Jihomoravský, Cộng hòa Séc.